# Теаген Тасоський
Теаген або Феаген Тасоський (*Θεαγένης ο Θάσιος, д/н — після 458 до н. е.) — давньогрецький атлет, боксер, багаторазовий переможець Олімпійських, Немейських, Піфійських та Істмійських ігор.

## Життєпис
Народився в м. Тасос (о. Тасос). Був сином Тімостена, жерця у храмі Геракла. З дитинства відзначався надзвичайною силою. У 9 років приніс з агори бронзову статую одного з божеств додому. Втім за присудом суду вимушений був повернути її на попереднє місце.
У подальшому став навчатися давньогрецького боксу та панкратіону. Вперше переміг у 480 році до н. е. на 75-х античних Олімпійських іграх у змаганнях з боксу. Тоді ж намагався стати переможцем у панкратіоні, але втратив багато сил у ситучці з Євфімом з Локр, тому відмовився від фінального бою. Унаслідок чого, на олімпійських змаганнях уперше було присуджено перемогу без проведення бою. Олімпіоніком став Дромей з Мантінеї. Але вже  в 476 році до н. е. на 76 Олімпійських іграх Теаген переміг у панкратіоні.  У 486 році до н.е. на Істмійських іграх переміг у кулачному бою та в панкратіоні.
Також багато разів вигравав на іграх в Немеях (9 разів), Дельфах (3 рази — в 482, 478, 474 роках до н. е.), Коринфі (10 разів). Було підраховано, що він переміг у 1425 поєдинках, залишався непереможним протягом 22 років. Сучасні статистики боксу підтверджують, що цей рекорд не побито до тепер. Також відомо, що Теаген переміг на декількох змаганнях з доліхосу (довгому бігу) в місті Фтії, що проводилися на честь Ахілла.
За життя встановлено статую в рідному місті, що стала центром культу героя, і начебто, мала цілющі властивості. Згідно з Павсанієм численні статуї в давньогрецьких містах, насамперед в Олімпії - скульптора Главка Егінського.
Є окремі відомості, що Теаген брав участь у політичному житті свого міста, підтримуючи участь Тасоса в Делоському морському союзі. Помер після 458 року до н. е.